# Lithostege brunnescens
Lithostege brunnescens är en fjärilsart som beskrevs av Skala 1913. Lithostege brunnescens ingår i släktet Lithostege och familjen mätare. Inga underarter finns listade i Catalogue of Life.